# Giberville
Giberville est une commune française, située dans le département du Calvados en région Normandie, peuplée de 4 956 habitants.
Les habitants sont appelés les Gibervillais.

## Géographie

### Localisation
La commune de Giberville est située dans la plaine de Caen. Faisant partie de l'unité urbaine de Caen, elle est située à 6,5 km à l'est du centre-ville de Caen.

### Communes limitrophes
Les communes limitrophes sont  Cagny, Colombelles, Cuverville, Démouville et Mondeville.

### Hydrographie
La commune est située dans le bassin Seine-Normandie. Elle est drainée par le Biez,.

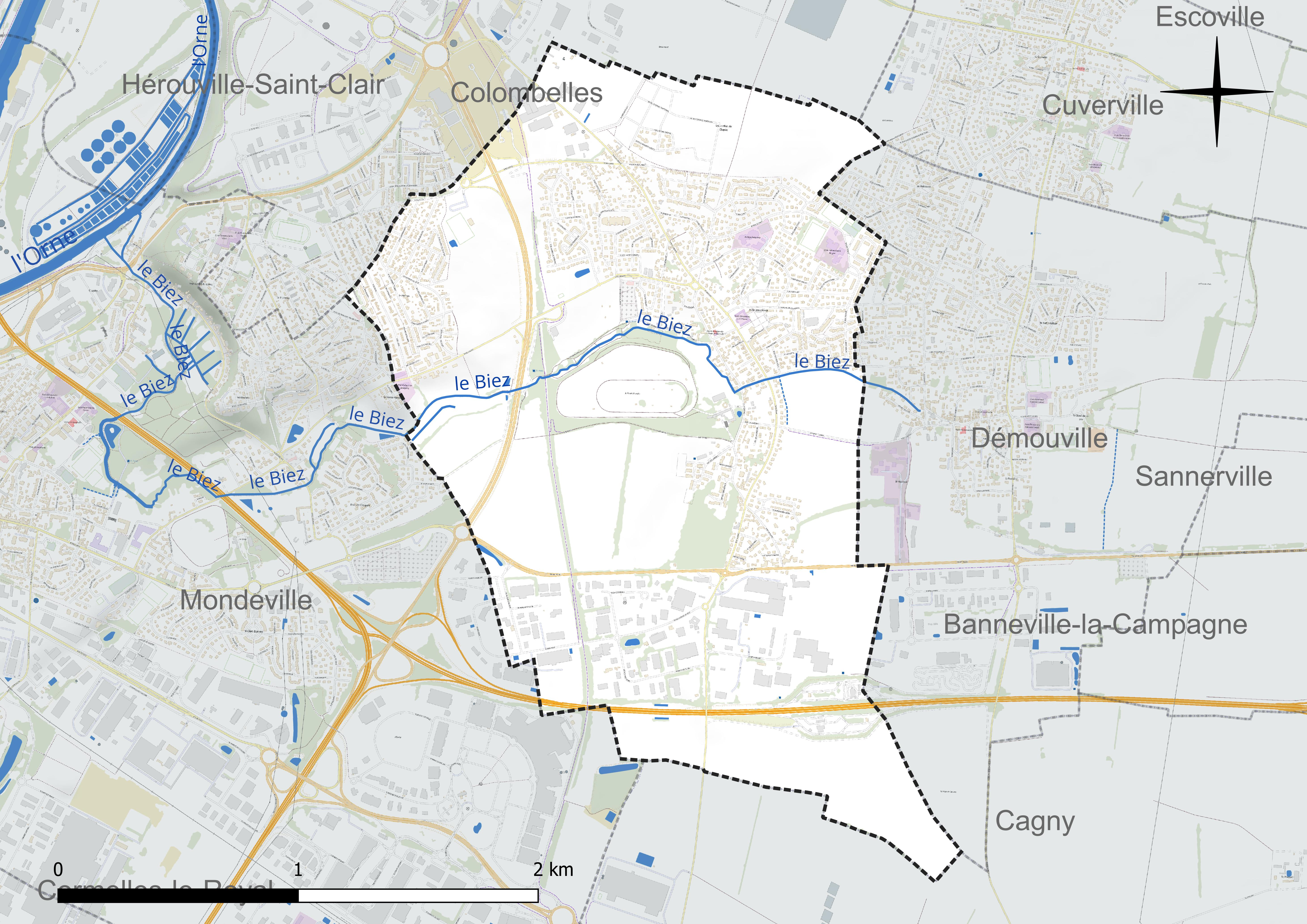
Réseau hydrographique de Giberville.

### Climat
Pour des articles plus généraux, voir Climat de la Normandie et Climat du Calvados.
En 2010, le climat de la commune est de type climat océanique altéré, selon une étude du CNRS s'appuyant sur une série de données couvrant la période 1971-2000. En 2020, Météo-France publie une typologie des climats de la France métropolitaine dans laquelle la commune est exposée à un climat océanique et est dans la région climatique Normandie (Cotentin, Orne), caractérisée par une pluviométrie relativement élevée (850 mm/a) et un été frais (15,5 °C) et venté. Parallèlement le GIEC normand, un groupe régional d'experts sur le climat, différencie quant à lui, dans une étude de 2020, trois grands types de climats pour la région Normandie, nuancés à une échelle plus fine par les facteurs géographiques locaux. La commune est, selon ce zonage, exposée à un « climat des plateaux abrités », correspondant à la plaine agricole de Caen à Falaise, sous le vent des collines de Normandie et proche de la mer, se caractérisant par une pluviométrie et des contraintes thermiques modérées.
Pour la période 1971-2000, la température annuelle moyenne est de 10,9 °C, avec une amplitude thermique annuelle de 12,3 °C. Le cumul annuel moyen de précipitations est de 643 mm, avec 12,2 jours de précipitations en janvier et 7 jours en juillet. Pour la période 1991-2020, la température moyenne annuelle observée sur la station météorologique la plus proche, située sur la commune d'Argences à 10 km à vol d'oiseau, est de 11,6 °C et le cumul annuel moyen de précipitations est de 742,9 mm,. Pour l'avenir, les paramètres climatiques de la commune estimés pour 2050 selon différents scénarios d'émission de gaz à effet de serre sont consultables sur un site dédié publié par Météo-France en novembre 2022.

## Urbanisme

### Typologie
Au 1er janvier 2024, Giberville est catégorisée grand centre urbain, selon la nouvelle grille communale de densité à 7 niveaux définie par l'Insee en 2022.
Elle appartient à l'unité urbaine de Caen, une agglomération intra-départementale dont elle est une commune de la banlieue,. Par ailleurs la commune fait partie de l'aire d'attraction de Caen, dont elle est une commune du pôle principal,. Cette aire, qui regroupe 296 communes, est catégorisée dans les aires de 200 000 à moins de 700 000 habitants,.

### Occupation des sols

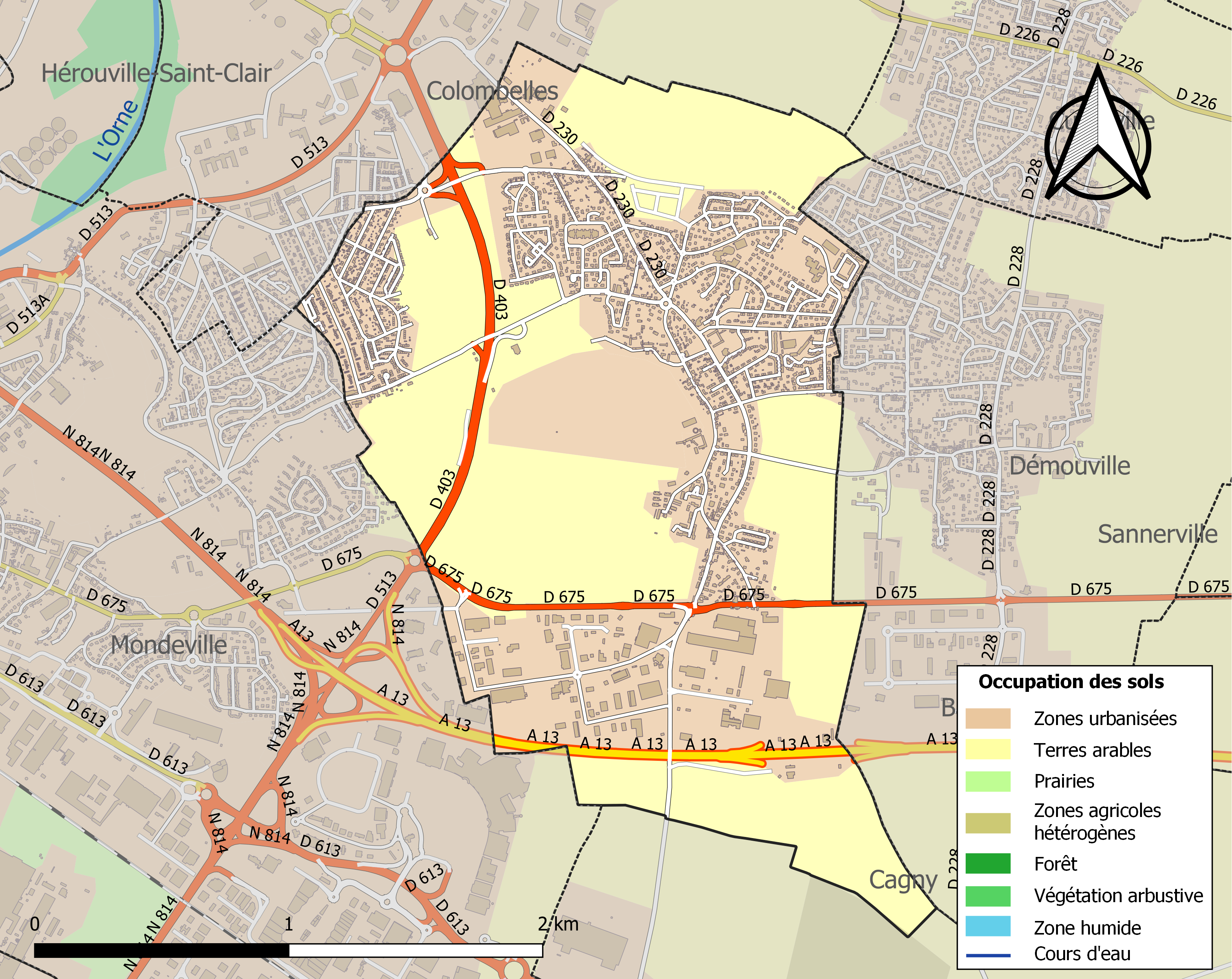
Carte des infrastructures et de l'occupation des sols de la commune en 2018 (CLC).

L'occupation des sols de la commune, telle qu'elle ressort de la base de données européenne d'occupation biophysique des sols Corine Land Cover (CLC), est marquée par l'importance des territoires artificialisés (53,2 % en 2018), en augmentation par rapport à 1990 (45,9 %). La répartition détaillée en 2018 est la suivante :
terres arables (46,7 %), zones urbanisées (27,9 %), zones industrielles ou commerciales et réseaux de communication (19,7 %), espaces verts artificialisés, non agricoles (5,6 %), zones agricoles hétérogènes (0,1 %). L'évolution de l'occupation des sols de la commune et de ses infrastructures peut être observée sur les différentes représentations cartographiques du territoire : la carte de Cassini (XVIIIe siècle), la carte d'état-major (1820-1866) et les cartes ou photos aériennes de l'IGN pour la période actuelle (1950 à aujourd'hui).

### Morphologie urbaine
Le territoire communal est situé sur un plateau et se compose de deux parties principales : le centre-ville et le Plateau, séparés entre eux par la D 403 et l'ancien chemin de fer minier. Le Plateau est un quartier construit pour accueillir les ouvriers de la Société métallurgique de Normandie, ancienne usine métallurgique toute proche.

### Habitat et logement
En 2018, le nombre total de logements dans la commune était de 2 199, alors qu'il était de 2 089 en 2013 et de 1 943 en 2008.
Parmi ces logements, 95,7 % étaient des résidences principales, 0,5 % des résidences secondaires et 3,8 % des logements vacants. Ces logements étaient pour 85,6 % d'entre eux des maisons individuelles et pour 13,7 % des appartements.
Le tableau ci-dessous présente la typologie des logements à Giberville en 2018 en comparaison avec celle du Calvados et de la France entière. Une caractéristique marquante du parc de logements est ainsi une proportion de résidences secondaires et logements occasionnels (0,5 %), très inférieure à celle du département (18 %) et à celle de la France entière (9,7 %). Concernant le statut d'occupation de ces logements, 52,8 % des habitants de la commune sont propriétaires de leur logement (54,9 % en 2013), contre 57 % pour le Calvados et 57,5 % pour la France entière.
| Typologie                                               | Giberville | Calvados | France entière |
| ------------------------------------------------------- | ---------- | -------- | -------------- |
| Résidences principales (en %)                           | 95,7       | 75,2     | 82,1           |
| Résidences secondaires et logements occasionnels (en %) | 0,5        | 18       | 9,7            |
| Logements vacants (en %)                                | 3,8        | 6,8      | 8,2            |

### Voies de communication et transports
Giberville est desservie par les lignes 11, 11 express, 112, 115 et F3 des transports en commun de l'agglomération caennaise. La zone d'activité du Martray est desservie par la ligne 31 de ce même réseau ainsi que la ligne 119 du  Réseau interurbain du Calvados, Nomad.
La commune est traversée à l'ouest par la route départementale 403 et au sud par la RD 675. L'autoroute A13 passe par le sud de la ville.

## Toponymie
Le nom de la localité est attesté sous la forme Goisbertivilla en 1066 (charte de dotation de Guillaume et Mathilde au monastère de la Trinité de Caen) ; Goisbertivilla en 1082 (Musset, Abbayes caennaises, p. 8) ; Guesbervilla en 1078 ; Gosbertivilla vers 1105 (abbaye Saint-Martin de Troarn) ; Goisberville en 1165 - 1199 ; Goisbertvilla en 1198 (magni rotuli, p. 71) ; Guiberville en 1371 (assiette des feux de la vicomté de Caen) ; Guiberville en 1461.
Il s'agit d'une formation toponymique médiévale en -ville au sens ancien de « domaine rural », dont le premier élément est un anthroponyme selon le cas général,,.
Albert Dauzat, qui ne se fonde que sur une forme Guesbervilla de 1078, a rapproché ce nom de Gibercourt (Aisne, Gibertcort 1153) qui pour lui, contient le nom de personne germanique Gisbert. Cette explication est reprise telle quelle par René Lepelley qui ne cite aucune forme ancienne, alors qu'elle est incompatible avec les formes régulières les plus anciennes. C'est pourquoi François de Beaurepaire n'envisage pas cette hypothèse et propose d'identifier le nom de personne germanique Gausbert(us) qu'il reconnaît également dans Gouberville (Manche, Goesbervilla XIIe siècle) et Gourbesville (Manche, Gausbertivilla 1060). C'est le nom porté par deux comtes du Maine sous la forme Gauzbert et un saint Gausbert (Gausbertus) également, religieux né vers 1020 dans les environs de Thiers (Puy de Dôme) ou du Puy-en-Velay (Haute-Loire).

## Histoire

### Préhistoire
En 2020, les plus anciennes fosses de chasse alors repérées dans la plaine de Caen sont fouillées sur le site de la zone d'aménagement concerté du chemin de Clopée, au nord de la commune. Elles remontent au Mésolithique ou au début du Néolithique (6 000-5 000 ans avant notre ère). La fouille a également livré quatre ensembles funéraires de l'âge du bronze ancien. L'un de ces groupes contient deux très grandes tombes et une dizaine d'autres plus modestes associées à une exceptionnelle tombe dite « princière » datée de 1800-1600 ans avant notre ère (qui renvoie à la culture des Tumulus armoricains de l'âge du bronze armoricain). Dans la commune se trouve enfin une nécropole de 45 tombes datant elle de la période gauloise. Elle semble contenir des inhumations d'individus, dont certains portent des parures (bracelet en lignite ou en bronze, fibules en bronze et en fer), ainsi que quelques urnes à incinération.

### Antiquité
Ainsi qu'en témoignent les constructions gallo-romaines découvertes à proximité de l'église en 1812, Giberville est un ancien vicus romain, une installation de type industriel, possiblement une tannerie. Des objets trouvés lors de fouilles archéologiques (des monnaies et un trépied en bronze de belle facture) sont d'ailleurs conservés au musée de Normandie à Caen.

### Moyen Âge
Par la suite, le site a connu une première occupation franque à la fin du VIe siècle ou au début du VIIe siècle. Des fouilles menées en 1998 et prolongées l'année suivante ont mis au jour sur le site de la Delle de sur le Marais un habitat rural composé de trois groupes de cabanes, circonscrits par des fossés et des palissades. Le mobilier en bronze, en verre et en céramique recueilli à cette occasion témoigne d'un habitat prospère. Il semblerait qu'une nouvelle exploitation agricole s'y soit implantée dans la deuxième moitié du IXe siècle dont il reste les traces de grands bâtiments associant la pierre et le bois et d'équipements annexes, tels des fumoirs et des silos,.
On sait aussi qu'un important propriétaire du nom de Gibertus occupait les lieux au VIIIe siècle[réf. nécessaire].

### Époque contemporaine

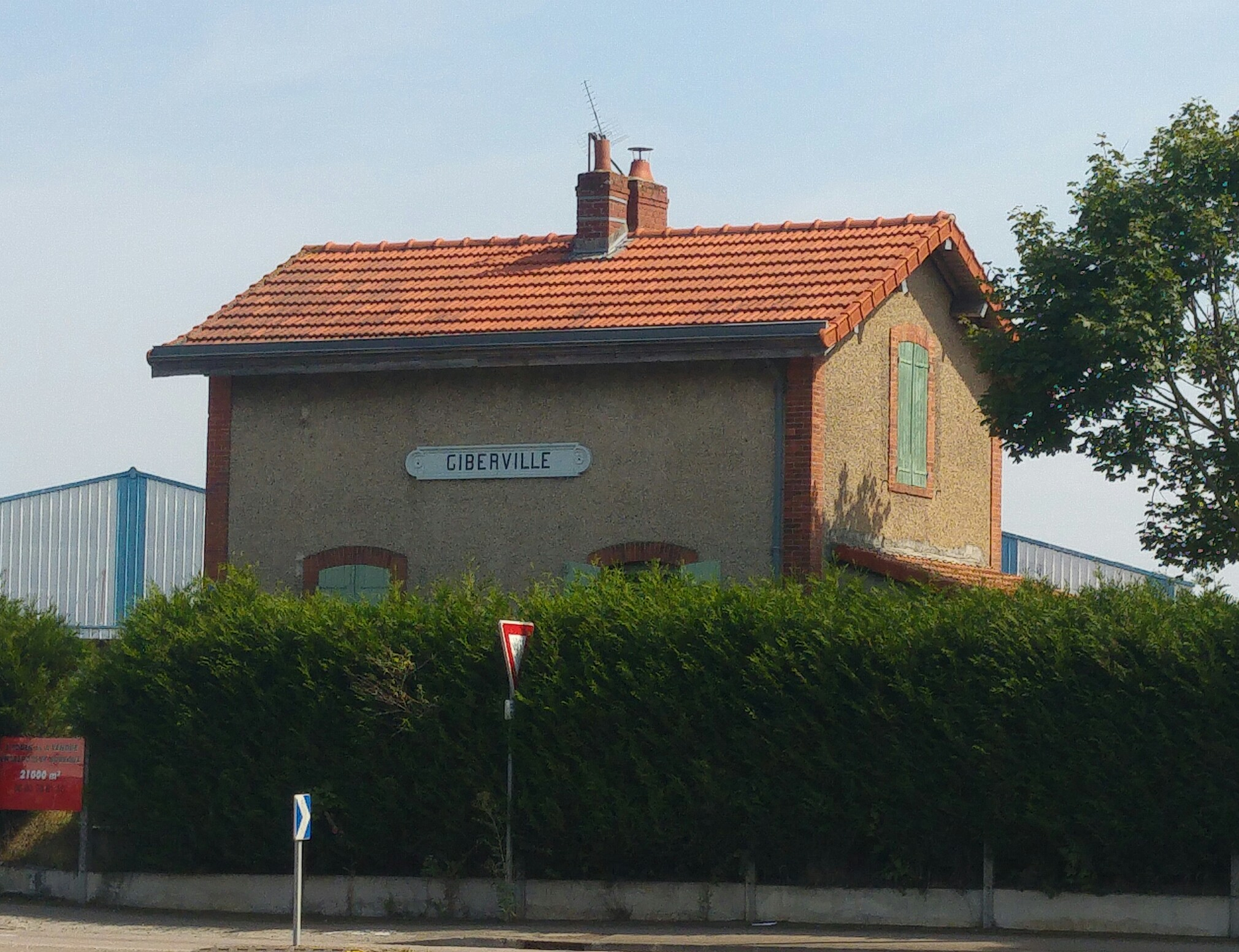
L'ancienne halte de Giberville

À partir des années 1880, la commune est desservie par la ligne de Caen à Dozulé - Putot. L'ouverture de la halte de Giberville, située sur la route de Rouen, ne provoque toutefois pas une augmentation notable de la population qui passe même sous la barre des 300 habitants en 1881. Cette ligne est fermée au trafic des voyageurs en 1938.
À la fin des années 1920, l'activité de la Société métallurgique de Normandie fait plus que tripler la population de Giberville entre les recensements de 1926 (501 habitants) et 1931 (1 744 habitants). Cette population s'établit dans l'extension de la cité du Plateau sur le territoire communal, séparé de l'ancien village par le chemin de fer établi entre le port de Caen, la SMN et les mines de Soumont-Saint-Quentin.
Après la Seconde Guerre mondiale, la ville est toujours constituée de deux pôles bien distincts :
- à l'est, le village historique qui se développe le long des actuelles rue du Marais et rue du Centre jusqu'à la route de Rouen ; l'église est alors située légèrement à l'écart du village, comme c'est souvent le cas dans la plaine de Caen ;
- à l'ouest, la cité ouvrière du Plateau, dont la partie gibervillaise est structurée principalement par la rue du Bois.

L'ancien village connait une forte croissance par la suite, surtout au nord, jusqu'à former un seul ensemble urbain avec Démouville et Cuverville. Deux zones d'activités se développent également au sud de la route de Rouen. Le Plateau connait sur sa partie gibervillaise un développement plus modéré. Mais les deux parties ne se sont toujours pas véritablement rejointes.

## Politique et administration

### Rattachements administratifs et électoraux

#### Rattachements administratifs
La commune se trouve depuis 1926 dans l'arrondissement de Caen du département du Calvados.
Elle faisait partie depuis 1801 du canton de Troarn. Dans le cadre du redécoupage cantonal de 2014 en France, cette circonscription administrative territoriale a disparu, et le canton n'est plus qu'une circonscription électorale.

#### Rattachements électoraux
Pour les élections départementales, la commune fait partie depuis 2014 du canton d'Ifs
Pour l'élection des députés, elle fait partie de la deuxième circonscription du Calvados.

### Intercommunalité
Giberville est membre de la communauté urbaine dénommée  Caen la Mer, un établissement public de coopération intercommunale (EPCI) à fiscalité propre créé en 2017 par transformation de l'ancienne communauté d'agglomération du Grand Caen et auquel la commune a transféré un certain nombre de ses compétences, dans les conditions déterminées par le code général des collectivités territoriales.

### Tendances politiques et résultats
Lors du premier tour des élections municipales de 2014 dans le Calvados, la liste PS-PCF-EELV menée par le maire sortant Gérard Leneveu obtient la majorité absolue des suffrages exprimés, avec 1 761 voix (80,15 %, 25 conseillers municipaux élus dont 2 communautaires), devançant très largement celle FN menée par Daniel Cruaud, qui a recueilli 436 voix (19,84 %, 2 conseillers municipaux élus).
Lors de ce scrutin, 37,54 % des électeurs se sont abstenus.
Lors des élections municipales de 2020 dans le Calvados, la liste PCF menée par le maire sortant Gérard Leneveu est la seule candidate. Elle obtient donc la totalité des 861 suffrages exprimés et est élue en totalité.
Lors de ce scrutin marqué par la pandémie de Covid-19 en France, 72,92 % des électeurs se sont abstenus et 14,25 % des votants ont choisi un bulletin blanc ou nul

### Administration municipale
Compte-tenu de la population de la commune, son conseil municipal est composé de vingt-sept membres dont le maire et ses adjoints.

### Liste des maires
| Période                                  | Période                   | Identité           | Étiquette | Qualité                                        |
| ---------------------------------------- | ------------------------- | ------------------ | --------- | ---------------------------------------------- |
| Les données manquantes sont à compléter. |                           |                    |           |                                                |
| 1947                                     | 1965 ?                    | Louis Besson       |           | Retraité SMN Réélu en 1953 et 1959             |
| 1965 ?                                   | août 1971 (décès)         | Raymond Collet     |           |                                                |
| septembre 1971                           | mars 1977                 | Joseph Omarini     |           | Premier adjoint au maire (1965 → 1971)         |
| mars 1977                                | mars 2008                 | Jean-François Romy | PCF       | Professeur de collège, maire honoraire         |
| mars 2008,                               | mai 2023,                 | Gérard Leneveu     | PCF       | Cheminot retraité, syndicaliste Démissionnaire |
| mai 2023                                 | En cours (au 23 mai 2023) | Damien de Winter   | PCF       | Responsable logistique, ancien premier adjoint |

### Distinctions et labels
Candidate au palmarès 2019 du Concours départemental des villes et villages fleuris de France, Giberville a reçu le 1er prix dans la 3e catégorie (communes de plus de 5 000 habitants) le 14 octobre 2019.

### Jumelages
- Murlo (Italie) depuis 2007.

 Rosheim (Alsace) depuis 2019.

## Équipements et services publics

### Enseignement
Les enfants de la commune sont scolarisés dans l'école Louis-Aragon, réaménagée en 2022 à l'occasion de la fermeture de l'école Pasteur. L'école Louis-Aragon
, construite en 1979, accueille à la rentrée 2022 365 élèves répartis dans 15 classes, dont 5 de maternelle. Un ramassage scolaire facilite l'accueil des élèves situés dans les quartiers situés les plus loin de l'établissement.
```
mai
```

Le collège Émile-Zola scolarise environ 500 élèves originaires de Giberville, de Démouville et de Cuverville[réf. nécessaire].

### Équipements culturels
Un pôle culturel et une médiathèque sont prévus à la place de l'ancienne école Pasteur, réaménagée située en centre-ville.

### Postes et télécommunications
La ville compte un bureau de poste.

## Population et société

### Démographie
L'évolution du nombre d'habitants est connue à travers les recensements de la population effectués dans la commune depuis 1793. Pour les communes de moins de 10 000 habitants, une enquête de recensement portant sur toute la population est réalisée tous les cinq ans, les populations de référence des années intermédiaires étant quant à elles estimées par interpolation ou extrapolation. Pour la commune, le premier recensement exhaustif entrant dans le cadre du nouveau dispositif a été réalisé en 2008.

En 2022, la commune comptait 4 956 habitants, en évolution de −0,56 % par rapport à 2016 (Calvados : +1,58 %, France hors Mayotte : +2,11 %).
| 1793 | 1800 | 1806 | 1821 | 1831 | 1841 | 1846 | 1851 | 1856 |
| ---- | ---- | ---- | ---- | ---- | ---- | ---- | ---- | ---- |
| 203  | 216  | 229  | 288  | 301  | 323  | 355  | 356  | 361  |

| 1861 | 1866 | 1872 | 1876 | 1881 | 1886 | 1891 | 1896 | 1901 |
| ---- | ---- | ---- | ---- | ---- | ---- | ---- | ---- | ---- |
| 332  | 350  | 332  | 312  | 295  | 277  | 239  | 216  | 219  |

| 1906 | 1911 | 1921 | 1926 | 1931  | 1936  | 1946  | 1954  | 1962  |
| ---- | ---- | ---- | ---- | ----- | ----- | ----- | ----- | ----- |
| 239  | 207  | 441  | 501  | 1 744 | 1 772 | 1 140 | 2 454 | 2 788 |

| 1968  | 1975  | 1982  | 1990  | 1999  | 2006  | 2008  | 2013  | 2018  |
| ----- | ----- | ----- | ----- | ----- | ----- | ----- | ----- | ----- |
| 3 469 | 3 560 | 4 381 | 4 574 | 4 606 | 4 735 | 4 771 | 4 990 | 4 951 |

| 2022  | - | - | - | - | - | - | - | - |
| ----- | - | - | - | - | - | - | - | - |
| 4 956 | - | - | - | - | - | - | - | - |

### Sports et loisirs
L'Association sportive gibervillaise fait évoluer une équipe de football en division de district.

## Économie
Giberville accueille notamment la plateforme logistique de la société UPS pour le Calvados, et une entité du groupe Transdev-Vini Calvados.[réf. nécessaire]

## Culture locale et patrimoine

### Lieux et monuments

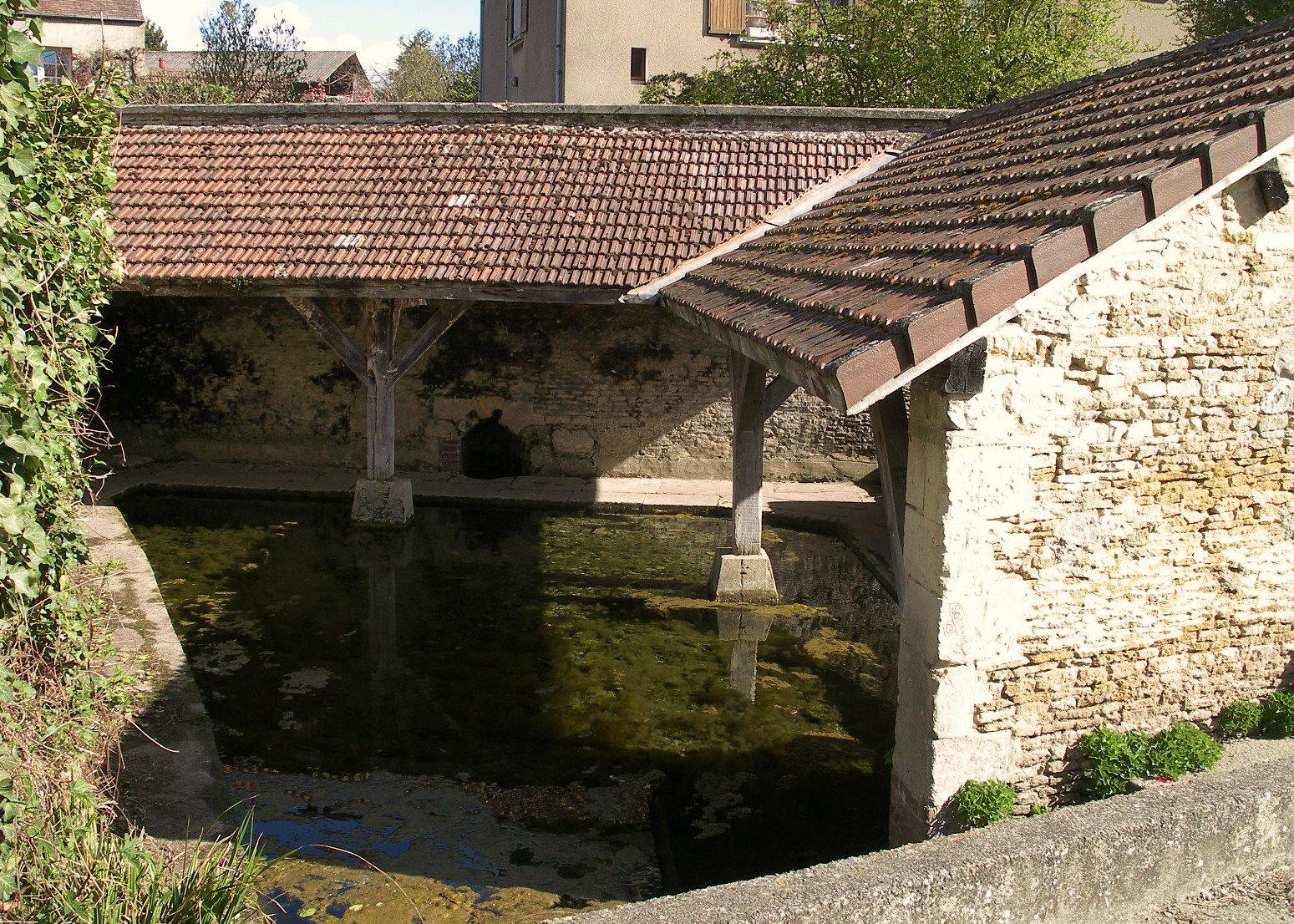
Le lavoir.

- Église Saint-Martin de Giberville (XIVe siècle).
- Château Boullier (XVIIIe siècle), du nom du propriétaire au début du XXe siècle.
- Lavoir, source alimentant la Gronde.

### Personnalités liées à la commune
- Michel Hidalgo (1933-2020), joueur de football et entraineur international, a habité Giberville, dans le quartier du Plateau, rue des Marguerites, avant le débarquement[52].
- Bruno Grougi (né en 1983), joueur de football professionnel, a évolué à Giberville[réf. nécessaire].

### Héraldique
| Blason de Giberville | Blason  | D'azur à la roue dentée de sable bordée d'or, traversée de trois épis de blé du même posés en barre, au chef cousu de gueules chargé de deux léopards aussi d'or. |
| Blason de Giberville | Détails | Les deux léopards d'or sur champ de gueules rappellent les armes de la Normandie. Le statut officiel du blason reste à déterminer.                                |

## Pour approfondir